# Årdal, Rogaland
Årdal är en kyrkby i Hjelmelands kommun i Rogaland fylke i sydvästra Norge. Byn ligger vid riksväg 13, längst inne i Årdalsfjorden.
Byn utgjorde tidigare centralort i dåvarande Årdals kommun.